# Franc Smodej

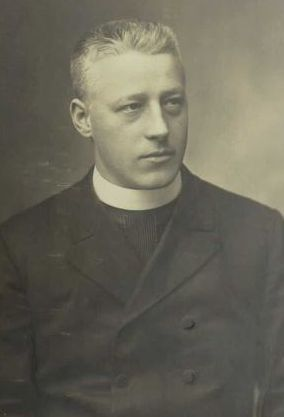
Franc Smodej (1918)

Franc Smodej,  (Franz, * 17. November 1879 in Šmartno v Rožni dolini bei Celje; † 21. September 1949 in Belgrad) war ein jugoslawischer Priester, Journalist und Politiker.

## Werdegang
Aus ärmlichen bäuerlichen Verhältnissen stammend besuchte Smodej das Gymnasium in Celje. Nach der Matura 1900 trat er im Herbst desselben Jahres in das Priesterseminar der Diözese Gurk ein.
Ende des ersten Studienjahres wurde er zum Sekretär der Akademija slovenskih bogoslovcev [Akademie der slowenischen Priesterseminaristen] gewählt. Die Funktion bekleidete er auch im Studienjahr 1902/1903, worauf er für ein Jahr (1903/1904) zum Obmann gewählt wurde. Hier begegnete er unter anderen seinen späteren Wegbegleitern Vinko Poljanec, Janko Arnuš, Janko Hornböck, Franc Cukala, Janko Dolinar, Ivan Lučovnik und Anton Benetek. Nach der Priesterweihe wirkte er als Kaplan u. a. in St. Jakob im Rosental/Šentjakob v Rožu, St. Veit im Jauntal/Šentvid v Podjuni und Prevalje, als Provisor in Timenitz/Timenica (am Fuße des Magdalensbergs am Klagenfurter Feld/Celovško polje). 1907 kam Smodej schließlich als Kaplan der Domkirche nach Klagenfurt.
Nach dem Ausscheiden Anton Ekars aus der Redaktion der Zeitschrift Mir übernahm Smodej Ende 1907 dessen redaktionelle Leitung und wurde „provisorischer“ Sekretär des Katoliško politično in gospodarsko društvo za Slovence na Koroškem [Katholischer politischer und wirtschaftlicher Verein für die Slowenen in Kärnten]. Den Mir leitete er bis Mai 1919. Durch seine Funktionen half er die Beziehungen des Katholischen politischen Vereins und der Kärntner Slowenen zur Slovenska ljudska stranka [Slowenische Volkspartei], die infolge der scharfen Auseinandersetzungen im Rahmen der Wahlrechtsreform 1906/1907 äußerst angespannt waren, zu normalisieren, andererseits verschärfte er durch seine Beiträge im Mir die Konflikte mit liberalen und sozialdemokratisch orientierten Slowenen und beschleunigte dadurch die Loslösung der Kärntner Slowenen von der Bruderschaft Družba sv. Cirila in Metoda [Kytrill und Method Verein] sowie dem Slowenischen Sparkassenverband in Celje (Zveza slovenskih posojilnic v Celju) und verfestigte dadurch eine explizite katholische Orientierung der Zeitung und der Organisation selbst. In den Vereinsausschuss des Katholisch politischen Vereins wurde Smodej erstmals am 26. Oktober 1911 gewählt, das Sekretariat führte aber schon ab Jahresmitte 1911 Valentin Rožič.
Smodej trat ab 1907 als Redner bei unzähligen Versammlungen des Katholisch politischen Vereins und der Slovenska krščansko-socialna zveza za Koroško [Slowenischer christlich-sozialer Verband für Kärnten] in Erscheinung. 1910 war er einer der Mitorganisatoren einer »privaten Volkszählung«, die real in drei Gemeinden durchgeführt wurde, aber zur mehrmonatigen behördlichen Sistierung der Vereinsarbeit des Katholischen politischen Vereins führte.
Während des Ersten Weltkrieges setzte sich Smodej für die verfolgten slowenischen Geistlichen ein und agitierte 1917 für die Maideklaration. Im August 1918 wurde er in den Narodni svet za slovenske dežele in Istro [Nationaler Rat für die slowenischen Länder und Istrien] ernannt. Nach dem Zerfall der Monarchie wurde er Obmann des Narodni svet za Koroško [Nationaler Rat für Kärnten], die Narodna vlada [slowenische Nationalregierung] in Ljubljana ernannte ihn zum Kommissar für Kärnten, delegierte ihn in den Narodni svet SHS [Nationaler Rat SHS] und danach in die provisorische Narodna skupščina [Parlament] nach Belgrad.
Zwischen 1920 und 1925 war er Chefredakteur der Laibacher Tageszeitung Slovenec. Im Februar 1925 wurde er Abgeordneter der Skupščina (Parlament) und regte im Juli 1925 mit einer Interpellation über Österreich an Außenminister Ninčič und Ministerpräsident Trumbić eine der ersten »Anschlussdebatten« an.
1936 wurde er Senator des Königreiches Jugoslawien. In Belgrad gehörte er zu den leitenden Angestellten der staatlichen Presseagentur. Während der Okkupation (1941–1945) leitete er bis zu seiner Inhaftierung durch die Gestapo 1942 die Slovenska socialna pisarna [Slowenisches Sozialbüro], die sich vertriebener Slowenen annahm. Nach dem Krieg wirkte er als Priester in Zemun bei Belgrad.